# Bowlan Township (comté de Shannon, Missouri)
Bowlan Township est un ancien township, situé dans le comté de Shannon, dans le Missouri, aux États-Unis,.
Le township est fondé en 1842 et baptisé en référence à la famille locale Bowlin, malgré la prononciation différente.

### Source de la traduction
- (en) Cet article est partiellement ou en totalité issu de l’article de Wikipédia en anglais intitulé « Bowlan Township, Shannon County, Missouri » (voir la liste des auteurs).